# Smalste huis van Dordrecht

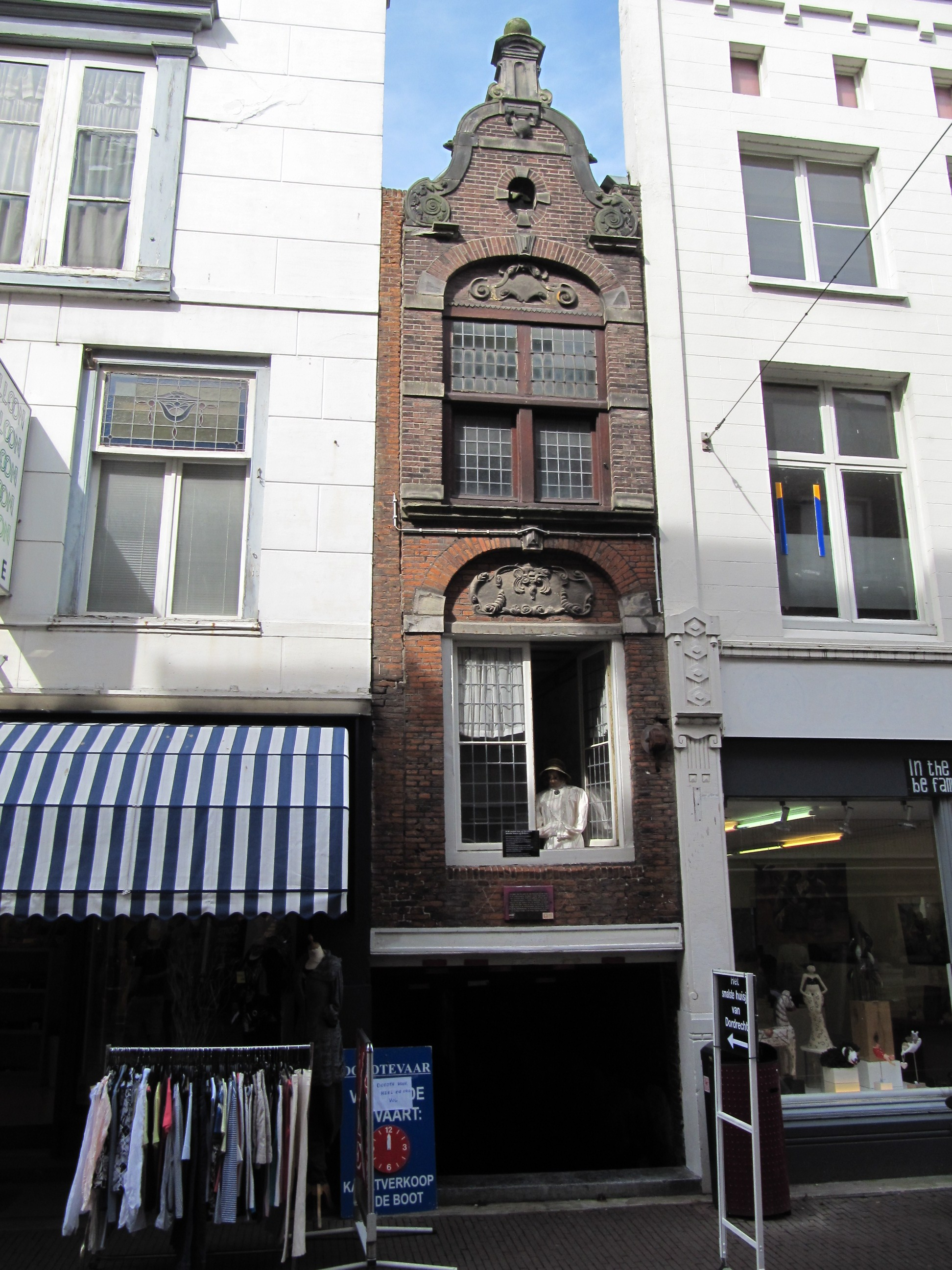
Voorstraat 265

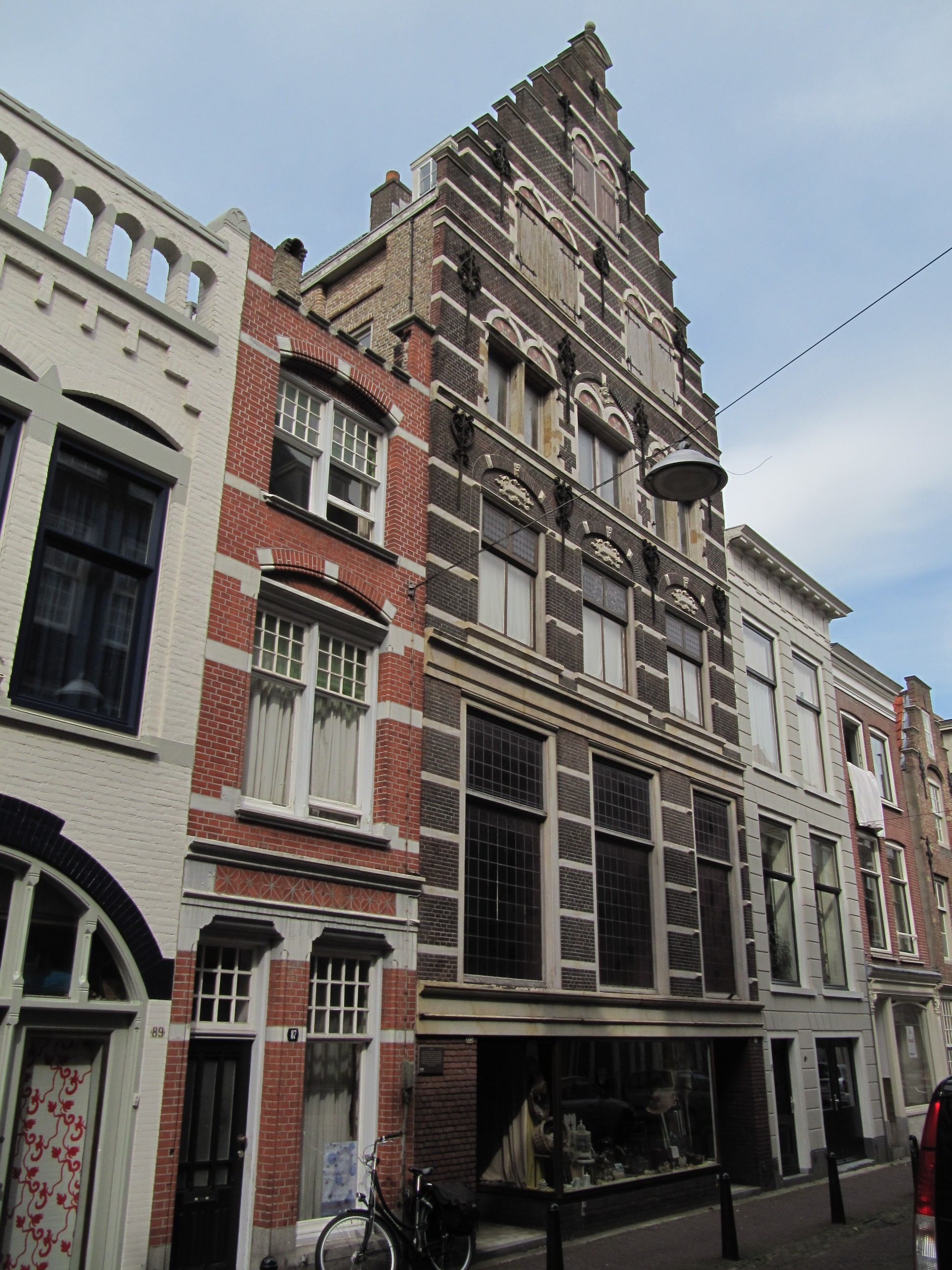
Voorstraat 87 (links naast de hoge trapgevel)

Het smalste huis van Dordrecht is een kwalificatie die kan worden gegeven aan verschillende huizen in de stad Dordrecht, in de Nederlandse provincie Zuid-Holland. Welk specifieke huis het betreft is daarbij afhankelijk van de exacte definitie. 
Het pand Voorstraat 265 is het smalste pand, en is gebouwd boven de "Donkere Steiger", maar heeft geen eigen ingang. Hier woonde gravin Helena van Beijeren van 1838 tot 1858, verbannen door haar vader.
Volgens de ANWB staat het smalste huis van Dordrecht - mét eigen ingang - aan de Voorstraat 87 en heeft het een breedte van 280 cm. Dit (van oorsprong 17e-eeuwse) pand werd in 1895 herbouwd na een brand.